# 伊勢原市農業協同組合
伊勢原市農業協同組合（いせはらしのうぎょうきょうどうくみあい）は、神奈川県伊勢原市田中に本店を置いていた農業協同組合。伊勢原市全域を管轄地域としていた。

## 沿革
- 1966年3月 - 伊勢原、大山、高部屋、成瀬の4農業協同組合が合併し、伊勢原町農業協同組合を設立。
- 1969年3月 - 比々多農業協同組合及び大田農業協同組合と合併し、市内の農業協同組合が一本化する。
- 2019年11月 - 湘南農業協同組合に合併され解散。

## 店舗
- 本所、伊勢原支所、大山支所、高部屋支所、成瀬支所、石田支店、比々多支所、大田支所、駅前支店

## 事業
- 信用事業（JAバンク）
- 共済事業（JA共済）
- 経済事業…販売事業・購買事業・指導事業

## 関連会社
- いせはらクミアイ産業株式会社
  - 業務内容：不動産の管理経営・賃貸借・売買・仲介の業務等
  - 設立年月日：1976年（昭和51年）12月6日
  - 資本金：3,000万円
  - 湘南農業協同組合出資比率：100％